# Reinbold Béla
Reinbold Béla (Kolozsvár, 1875. december 13. – Szeged, 1927. december 10.) biokémikus, egyetemi tanár, rektor.

## Életpályája
Reinbold Olivér és Schilling Anna fiaként született. Orvosi oklevelet Kolozsvárott szerzett 1900-ban. Tudományos munkásságát a kolozsvári egyetem élettani intézetében kezdte, Udránszky László vezetésével. 1907-ben magántanár lett, 1909-ben rendkívüli, majd 1918-ban nyilvános rendes tanári címet kapott ki az élet- és kórvegytani tanszéken. 1921-től a kényszerből Szegedre költözött Ferenc József Tudományegyetemen az orvosi vegytan tanára volt. Az 1922/1923-as tanévben dékán, 1923/1924-ben prodékán, az 1923/1924-as és az 1927/1928-as tanévben rektor volt. 
Felesége Müller Ida volt. 

## Munkássága
Fő kutatási témája a hasnyálmirigy emésztőfunkciójának és a hemoglobin biokémiai tulajdonságainak vizsgálata volt. 

### Könyvei
- Élettani gyakorlatok (Budapest, 1914)
- Über die Zersetzung des Deutfarbstoffs durch Trypsin (Szeged, 1922).